# Beaver (Pennsilvània)
Beaver és una població dels Estats Units a l'estat de Pennsilvània. Segons el cens del 2000 tenia 4.775 habitants.

## Demografia
Segons el cens del 2000, Beaver tenia 4.775 habitants, 2.112 habitatges, i 1.260 famílies. La densitat de població era de 1.982,4 habitants per quilòmetre quadrat.
Dels 2.112 habitatges en un 23,2% hi vivien nens de menys de 18 anys, en un 49,6% hi vivien parelles casades, en un 8,1% dones solteres, i en un 40,3% no eren unitats familiars. En el 36,9% dels habitatges hi vivien persones soles el 19,9% de les quals corresponia a persones de 65 anys o més que vivien soles. El nombre mitjà de persones vivint en cada habitatge era de 2,14 i el nombre mitjà de persones que vivien en cada família era de 2,83.
Per edats la població es repartia de la següent manera: un 19,2% tenia menys de 18 anys, un 6,8% entre 18 i 24, un 26,7% entre 25 i 44, un 25,3% de 45 a 60 i un 22,1% 65 anys o més.
L'edat mediana era de 43 anys. Per cada 100 dones de 18 o més anys hi havia 88,9 homes.
La renda mediana per habitatge era de 42.113 $ i la renda mediana per família de 57.208 $. Els homes tenien una renda mediana de 43.198 $ mentre que les dones 26.709 $. La renda per capita de la població era de 24.003 $. Entorn del 3,7% de les famílies i el 4,9% de la població estaven per davall del llindar de pobresa.

## Poblacions més properes
El següent diagrama mostra les poblacions més properes.